# Douglas Rebolledo
Pour les articles homonymes, voir Rebolledo et Riffo.
Douglas (né Douglas Rebolledo Riffo le 21 août 1970 à Santiago) est un chanteur chilien.

## Biographie
Nommé d'après l'acteur américain Kirk Douglas, son grand-père qui était un admirateur. Depuis aout 2001, Douglas est marié à la journaliste et présentatrice de télévision argentine Ana Sol Romero.

## Discographie

### Albums de studio
- 1997 : Cariño malo
- 1999 : Sigo romántico
- 2000 : Serenata a la luz de los ángeles
- 2001 : Enamorados
- 2003 : Douglas
- 2008 : Más cerca de ti
- 2010 : Que cante Chile

### Albums de compilation
- 2001 : Douglas de colección

## Télévision
- 1993 : Venga conmigo (Canal 13) : Partie de la Generación '93
- 2007 : El Baile en TVN (TVN) : Chanteur

### Autres apparitions à la télévision
- 2014 : Saison 4 de Mujeres primero (La Red) : Lui-même (Invité)